# Amadeu z Núrii

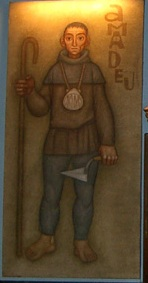
Amadeu z Núrii

Amadeu z Nurii (ur. w XI wieku, zm. po 1072) – Sługa Boży Kościoła katolickiego.

## Życiorys
Amadeu de Nuria urodził się w XI wieku w Dalmacji lub Syrii. Był tam również proboszczem. W Pirenejach zbudował kaplicę pod wezwaniem Matki Bożej. Zmarł po 1072 roku w opinii świętości. Został pochowany w grocie pod obrazem Matki Bożej. Nie został beatyfikowany, jednak jest czczony jako sługa Boży.